# Pieśni Janusza
Pieśni Janusza – zbiór poetycki (cykl poetycki) Wincentego Pola opublikowany w Paryżu w 1835 (z datą 1833).
Zbiór zawierał około 50 wierszy poświęconych powstaniu listopadowemu. Niektóre z tych wierszy powstały jeszcze podczas walk powstańczych, inne na emigracji. Najpopularniejsze z tych wierszy to: Krakusy, Pierwsza rocznica 29 listopada, Śpiew z mogiły. Do niektórych z nich skomponowano muzykę (m.in. Fryderyk Chopin do Śpiewu z mogiły), dzięki temu zaczęły funkcjonować w szerszym odbiorze jako pieśni narodowo-patriotyczne czy nawet powstańcze.
Tytuł zbioru był hołdem dla kolegi obozowego i przyjaciela, ks. Janusza Czetwertyńskiego. Zbiór dedykowany był Emilii Sczanieckiej i Klaudynie z Działyńskich Potockiej.